# Achy Breaky Heart
Achy Breaky Heart is een countrynummer dat geschreven werd door Don Von Tress in 1990. Het werd initieel uitgebracht in 1991 door The Marcy Brothers onder de titel "Don't Tell My Heart", maar het verwief pas bekendheid door de opname van Billy Ray Cyrus op zijn album Some Gave All uit 1992. Het was Cyrus' debuutsingle en is ook zijn meest succesvolle nummer.

## Alvin and the Chipmunks
Achy Breaky Heart werd gecoverd door Alvin and the Chipmunks op hun countryalbum Chipmunks in Low Places. Het nummer bevatte ook gesproken tekst van Billy Ray Cyrus. De Chipmunksversie bereikte de 71e plaats op de Billboard Hot Country Songs-hitlijst.

## Hitnoteringen

### Nederlandse Top 40
| Hitnotering: 01-08-1992 t/m 22-08-1992 | Hitnotering: 01-08-1992 t/m 22-08-1992 | Hitnotering: 01-08-1992 t/m 22-08-1992 | Hitnotering: 01-08-1992 t/m 22-08-1992 | Hitnotering: 01-08-1992 t/m 22-08-1992 | Hitnotering: 01-08-1992 t/m 22-08-1992 |
| Week:                                  | 1                                      | 2                                      | 3                                      | 4                                      |                                        |
| -------------------------------------- | -------------------------------------- | -------------------------------------- | -------------------------------------- | -------------------------------------- | -------------------------------------- |
| Positie:                               | 34                                     | 23                                     | 24                                     | 26                                     | uit                                    |

### NederlandseSingle Top 100
| Hitnotering: 11-07-1992 t/m 12-09-1992 | Hitnotering: 11-07-1992 t/m 12-09-1992 | Hitnotering: 11-07-1992 t/m 12-09-1992 | Hitnotering: 11-07-1992 t/m 12-09-1992 | Hitnotering: 11-07-1992 t/m 12-09-1992 | Hitnotering: 11-07-1992 t/m 12-09-1992 | Hitnotering: 11-07-1992 t/m 12-09-1992 | Hitnotering: 11-07-1992 t/m 12-09-1992 | Hitnotering: 11-07-1992 t/m 12-09-1992 | Hitnotering: 11-07-1992 t/m 12-09-1992 | Hitnotering: 11-07-1992 t/m 12-09-1992 | Hitnotering: 11-07-1992 t/m 12-09-1992 |
| Week:                                  | 1                                      | 2                                      | 3                                      | 4                                      | 5                                      | 6                                      | 7                                      | 8                                      | 9                                      | 10                                     |                                        |
| -------------------------------------- | -------------------------------------- | -------------------------------------- | -------------------------------------- | -------------------------------------- | -------------------------------------- | -------------------------------------- | -------------------------------------- | -------------------------------------- | -------------------------------------- | -------------------------------------- | -------------------------------------- |
| Positie:                               | 93                                     | 72                                     | 59                                     | 43                                     | 34                                     | 25                                     | 25                                     | 40                                     | 58                                     | 89                                     | uit                                    |

### VlaamseUltratop 50
| Hitnotering: 05-09-1992 t/m 05-12-1992 | Hitnotering: 05-09-1992 t/m 05-12-1992 | Hitnotering: 05-09-1992 t/m 05-12-1992 | Hitnotering: 05-09-1992 t/m 05-12-1992 | Hitnotering: 05-09-1992 t/m 05-12-1992 | Hitnotering: 05-09-1992 t/m 05-12-1992 | Hitnotering: 05-09-1992 t/m 05-12-1992 | Hitnotering: 05-09-1992 t/m 05-12-1992 | Hitnotering: 05-09-1992 t/m 05-12-1992 | Hitnotering: 05-09-1992 t/m 05-12-1992 | Hitnotering: 05-09-1992 t/m 05-12-1992 | Hitnotering: 05-09-1992 t/m 05-12-1992 | Hitnotering: 05-09-1992 t/m 05-12-1992 | Hitnotering: 05-09-1992 t/m 05-12-1992 | Hitnotering: 05-09-1992 t/m 05-12-1992 | Hitnotering: 05-09-1992 t/m 05-12-1992 |
| Week:                                  | 1                                      | 2                                      | 3                                      | 4                                      | 5                                      | 6                                      | 7                                      | 8                                      | 9                                      | 10                                     | 11                                     | 12                                     | 13                                     | 14                                     |                                        |
| -------------------------------------- | -------------------------------------- | -------------------------------------- | -------------------------------------- | -------------------------------------- | -------------------------------------- | -------------------------------------- | -------------------------------------- | -------------------------------------- | -------------------------------------- | -------------------------------------- | -------------------------------------- | -------------------------------------- | -------------------------------------- | -------------------------------------- | -------------------------------------- |
| Positie:                               | 43                                     | 38                                     | 21                                     | 20                                     | 12                                     | 12                                     | 9                                      | 6                                      | 9                                      | 9                                      | 16                                     | 18                                     | 29                                     | 38                                     | uit                                    |